# Gudelige vækkelser
 Denne artikel omhandler overvejende eller alene danske forhold. Hjælp gerne med at gøre artiklen mere almen.
De gudelige vækkelser eller mere korrekt: De gudelige forsamlinger, som også kaldtes for konventiklerne, var en religiøs lægmandsbevægelse, der blandt andet markerer begyndelsen på de demokratiske strømninger, der også i Danmark skulle konkretiseres i en demokratisk grundlov. Et andet navn - primært brugt om de fynske - var forsamlingsbevægelsen.
Men det var først og fremmest en religiøs opvækkelse blandt almindelige mennesker, der ikke syntes om det, de hørte i skolen eller i kirken. Det var virkelig en uafhængig folkebevægelse, for selv om vækkelsen fik støtte blandt forskellige teologer og præster, var den ledet af almuens egne mænd. Den markerer derfor også en ny selvbevidsthed blandt Danmarks almue.
Det var en livskraftig vækkelse, der dog i midten af 1800-tallet fra at være en uorganiseret lægmandsbevægelse, blev organiseret i 3 grupperinger:
- indre mission og grundtvigianerne, som begge var domineret af teologer/præster, og
- luthersk mission, som fortsat var en lægmandsbevægelse.

Denne artikel omhandler overvejende danske forhold. Imidlertid kendes tilsvarende vækkelser i de fleste europæiske lande (henvisninger kommer senere).

## Forudsætninger
Som andre bevægelser har også denne folkebevægelse sine forudsætninger både positivt og negativt.

### Oplysningstiden
Idéerne fra oplysningstiden prægede kirke- og åndslivet i perioden 1750–1800.
Positivt kom det til udtryk i bondestandens voksende selvbevidsthed. Dette sammen med at bønderne fik mulighed for at købe deres egne gårde resulterede i at den gamle kollektive bondekultur blev afløst af en ny individualistisk. Det førte til, at den gamle kollektive og kirkelige religiøsitet blev afløst af en personlighedsreligion. I store dele af øvrigheden bredte sig desuden en humanistisk indstilling, der gjorde denne vækkelse mulig og tilladt.
Negativt kom oplysningstidens idéer til udtryk ved at vækkelsen de fleste steder stod i skarp modsætning til præstestanden, som på dette tidspunkt var stærkt præget af rationalisme, der var inspireret teologisk af oplysningstidens idéer. Det blev yderligere forstærket af hvad man kunne kalde en klassekamp mellem kirkens store mænd og den lille bonde.

### Pietismen
Vækkelsen var først og fremmest en pietistisk vækkelsebevægelse med rødder i det man kan kalde en mere elitær pietisme i hoffet og præstestanden. Vækkelsen kan karakteriseres som en slags “forsinket” pietisme, for det var først på dette tidspunkt, at almindelige mennesker tilegnede og realiserede den.
Den elitære pietisme påvirkede vækkelsen først og fremmest gennem Erik Pontoppidans katekismus og Kingos salmebog og gennem forskellige former for andagtslitteratur. Det påvirkede ikke bare deres tro, men også deres sprogbrug.
Den herrnhutiske Brødremenighed havde i 1745 fået særlige privilegier til at rejse omkring og holde småmøder i det stille. Det privilegium havde de stadigvæk, og deres stille virke var medvirkende faktor til vækkelsens begyndelse.

## Vækkelsens historie
Her følger en kort gennemgang af vækkelsens forskellige faser fra dens begyndelse først i 1800-tallet og til splittelsen i 1860'erne.

### Første fase: Vækkelsens grotid (1800–1830)
Fra 1745 var det tilladt for forkyndere fra den herrnhutiske Brødremenighed (de såkaldte emissærer) at rejse omkring og holde møder for lukkede kredse. Det lokale arbejde var dog meget bundet på deres tilstedeværelse, så de fleste samlinger smuldrede hen, når de rejste igen. Fra århundredeskiftet begyndte almuen selv at tage initiativ – der mærkes en utilfredshed overfor emissærerne, for hvorfor virke i det stille. Bibelen var for god til at holde for sig selv.
Denne tid var meget præget af de personer, der var toneangivende på det pågældende lokale sted og af leveforholdene dér. Her en kort gennemgang af to af vækkelsens centre.

#### Vejle-Horsens-egnen
De vakte på denne egn blev senere kaldt for “de stærke jyder”, vel på grund af deres stædighed og holden fast på egne meninger. Det var egentlig en stille vækkelse, der ikke var præget af mission, men de stod fast på deres holdninger. Det kom derfor til strid undervisningsmæssigt. De holdt fast ved Erik Pontoppidans katekismus fra 1738 i stedet for at skifte den ud med Nicolai Edinger Balles oplysningsprægede Lærebog i den evangelisk christelige Religion. I kirken vedblev man at synge efter Kingos salmebog og nægtede at skifte den ud med den mere rationalistiske Evangelisk-Kristelig Salmebog fra 1798.
I 1799 kom det endda til regulært slagsmål på kirkegården ved Langskov Kirke mellem “de vakte” og dem, der støttede sognepræsten. Flere steder (Korning Sogn, Uldum Sogn) var vækkelsen også præget af “sværmeri” med kvinder, der fik syner og åbenbaringer.

#### Fyn
Den såkaldte forsamlingsbevægelse: et kendetegn ved denne vækkelse var at man var udadrettet missionerende, og kæmpede for retten til at holde møder i egne hjem uden den lokale præsts deltagelse. Man var ikke enig i den rationalistiske tilgang til Bibelen, men ønskede at mødes og udlægge den i lyset af egen personlige stillingtagen og tro.
Disse møder var en overtrædelse af den såkaldte konventikelplakat fra 1741, og derfor blev der indledt retssager mod vækkelsens folk. Dommene lød på bøder og fængselsstraffe.
Oplysningstidens tolerance slog dog langsomt igennem både i de forholdsvis milde straffe (de vakte satte sig egentlig op mod kongen og statsmagten), men også i en kancelliskrivelse fra 1824. I den blev konventikelplakaten fra 1741 ophævet af guvernøren over Fyn, den senere Christian 8., og forsamlingsbevægelser var derfor tilladt.
Udgangspunktet for bevægelsen var Kerteminde, hvor en af hovedkræfterne var Christen Madsen. Hvor vækkelsen i Vejle-Horsens egnen nærmest ikke nåede ud over det lokale sogn, tog folk fra denne vækkelse af sted på regulære missionsrejser, når arbejdet på deres gårde ellers tillod det. En af de flittige rejsende var hvad man kunne kalde Christen Madsens arvtager, Peter Larsen Skræppenborg.

### Anden fase: Vækkelsens gennembrud (1830–40)
Forsamlingsbevægelsen gjorde sig gældende over for myndighederne. Man var selvbevidst og ofte provokerende. Forordninger og tilhold blev ofte overtrådt bevidst. De omrejsende lægmandsprædikanter var rene tilløbsstykker, og det var kun få egne, der var uberørt.
Enkelte steder blev der ansat præster, der sympatiserede med vækkelsesbevægelsen. En af dem, der oftest sættes i forbindelse med dem var præsten og salmedigteren Grundtvig, der dog ikke viste sig særlig imødekommende overfor de vakte.
Der rejstes en generel kritik af statskirken og dens præster, også dem, der i deres øjne var rettroende. Peter Larsen Skræppenborg og med ham andre ønskede et brud med statskirken, ud fra holdningen, at lægfolket nok kunne klare sig uden præsterne.
Vækkelsesbevægelsen fik mere og mere frihed. I 1839 lod Christian den 8. forsamlingsfriheden fra Fyn gælde i hele Danmark. I samme år “opdagede” regeringen, at loven ikke indskærpede skolepligt, men undervisningspligt, hvilket førte til oprettelse af skoler og overtagelse af religionsundervisningen.
Også i 1839 begyndte baptisterne for alvor at markere sig i Danmark, både som resultat af mission og selvgroede tanker. Mange af de vaktes ledere lagde afstand til baptisterne, men de stod svagt, da mange vakte havde sympati for baptisternes understregning af den personlige omvendelse konkretiseret i dåben, bekendelsesdåb eller de troendes dåb.
På trods af den stigende frihed blev mange baptister tvangsdøbt i 1840'erne. Manden bag dette var især biskop J.P. Mynster, der fik disse dåb gennemført med politiets hjælp.

### Tredje fase: Vækkelsen splittes (1840–65)
Der havde hele tiden været forskellig vægtlægning på teologiske forhold. Det blev mere og mere tydeligt og resulterede i to religiøse retninger med hver deres leder: Andreas Ravn (de grundtvigske) og Anders Stubkjær (de “lutherske”).
1850'erne var præget af en polarisering af disse to retninger. Mange præster fulgte Grundtvig i hans holdninger til Bibelen, kirken, det folkelige og det politiske. Men det var især i spørgsmålet om muligheden for omvendelse efter døden at vejene skiltes. Grundtvig og dem, der fulgte ham, mente at der var mulighed for at blive omvendt efter at man var død – “de lutherske” mente det modsatte.
I 1860'erne blev det mere og mere tydeligt at der virkelig var to retninger. “De lutherske” i Jylland begyndte at få kontakt med den sjællandske Indre Mission med præsten Vilhelm Beck som leder. Disse havde ellers forsøgt at holde sig udenfor striden, men det viste sig mere og mere umuligt, så Beck valgte i 1865 side og skrev en artikel imod omvendelse efter døden. Derved “vandt” han de midtjydske lægfolk, men “tabte” de grundtvigske.
I 1865 var det derfor slået fast, at tiden med den løse folkebevægelse var forbi og var samlet i i hvert fald to forskellige kirkelige retninger: grundtvigianerne og Indre Mission, stiftet 1861.

## Resultat og videreføring
Kirkeligt resulterede bevægelsen i de to retninger, grundtvigianerne og Indre Mission. Men der kom også et anderledes svar på pietismens problem om forholdet mellem statskirken og de “sande” kristne: Grundtvigs tanker om sognebåndsløsning: at enhver kunne løse sognebånd til den præst, som man er mest enig med − muliggjort med en lovændring i 1855 under C.C. Hall som kultusminister.